# Cromosoma inorgànic basat en silici
Un cromosoma inorgànic basat en silici (en anglès Inorganic Chromosome based in Silicon o InChroSil) és un circuit elèctric que emula el comportament i l'estructura de l'ADN orgànic, és a dir, amb components electrònics es reprodueix amb tota exactitud l'estructura de l'ADN, sent les bases dels nucleòtids components electrònics, i els enllaços químics entre les bases, també són components electrònics. Això permet tenir un ADN artificial construït amb silici (circuit integrat o semiconductor).

## Història

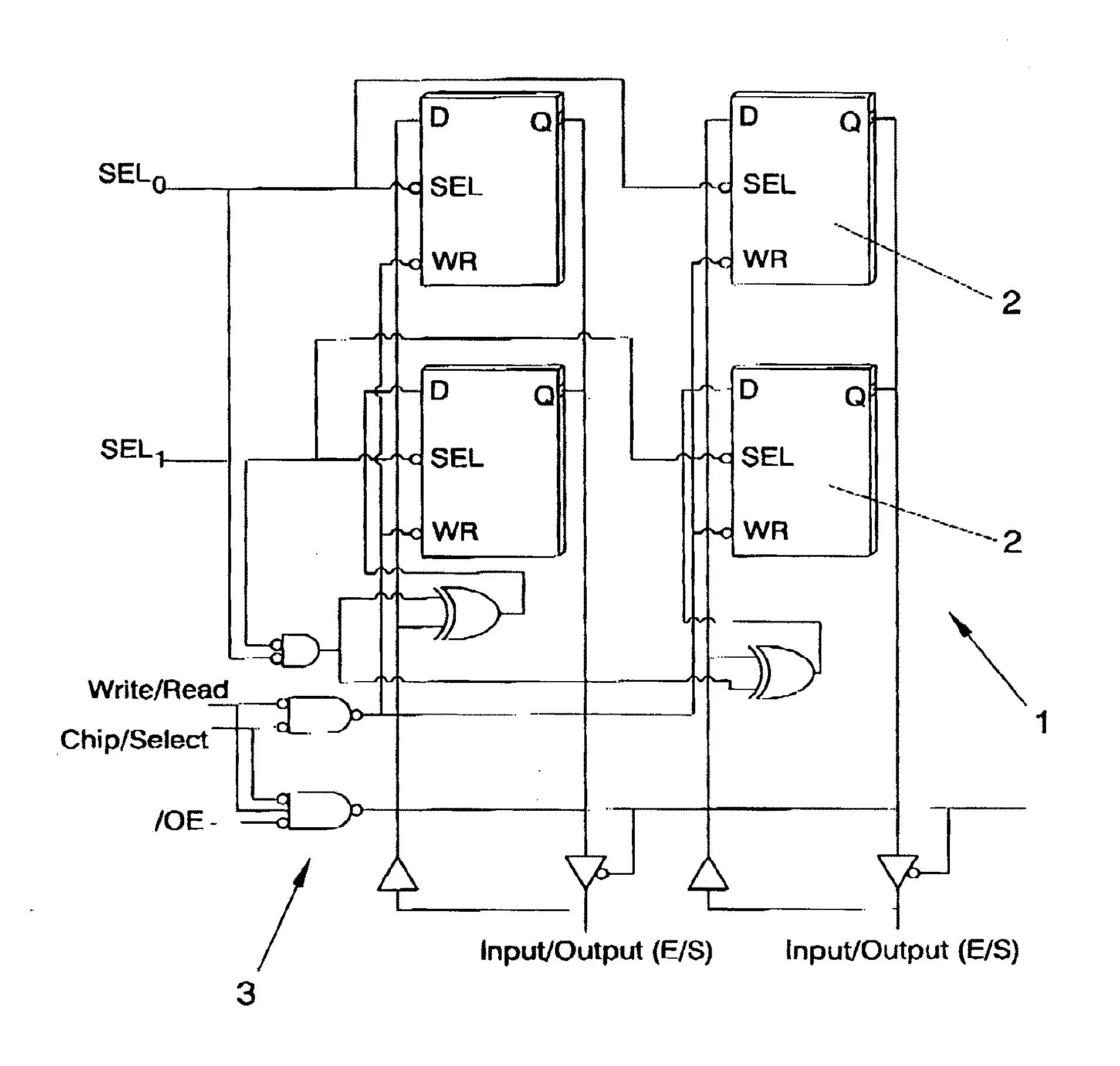
Unitat Inchrosil o parell de nucleòtids electrònics.

Inchrosil va ser inventat i patentat l'any 2006 per tres germans (Sílvia, Carles i José Daniel Llopis Llopis) a l'habitació d'un d'ells i amb pocs recursos. El primer prototip solament representava un parell nucleòtid i tenia unes dimensions d'una quartilla de paper. Avui dia s'ha desenvolupat i millorat el circuit i, amb el mateix espai es poden emmagatzemar bilions de nucleòtids i amb un estalvi d'espai d'emmagatzematge del 88 percent, pel que fa als sistemes d'emmagatzematge genètic actual.
En l'actualitat es construeixen els prototips en la sala blanca de Microsystems Technology Laboratories (MTL) pertanyent a l'Institut Tecnològic de Massachusetts (MIT) i amb personal de l'empresa Threellop Nanotechnology Inc, sent aquesta última la propietària de la propietat industrial.

## Característiques de InChroSil

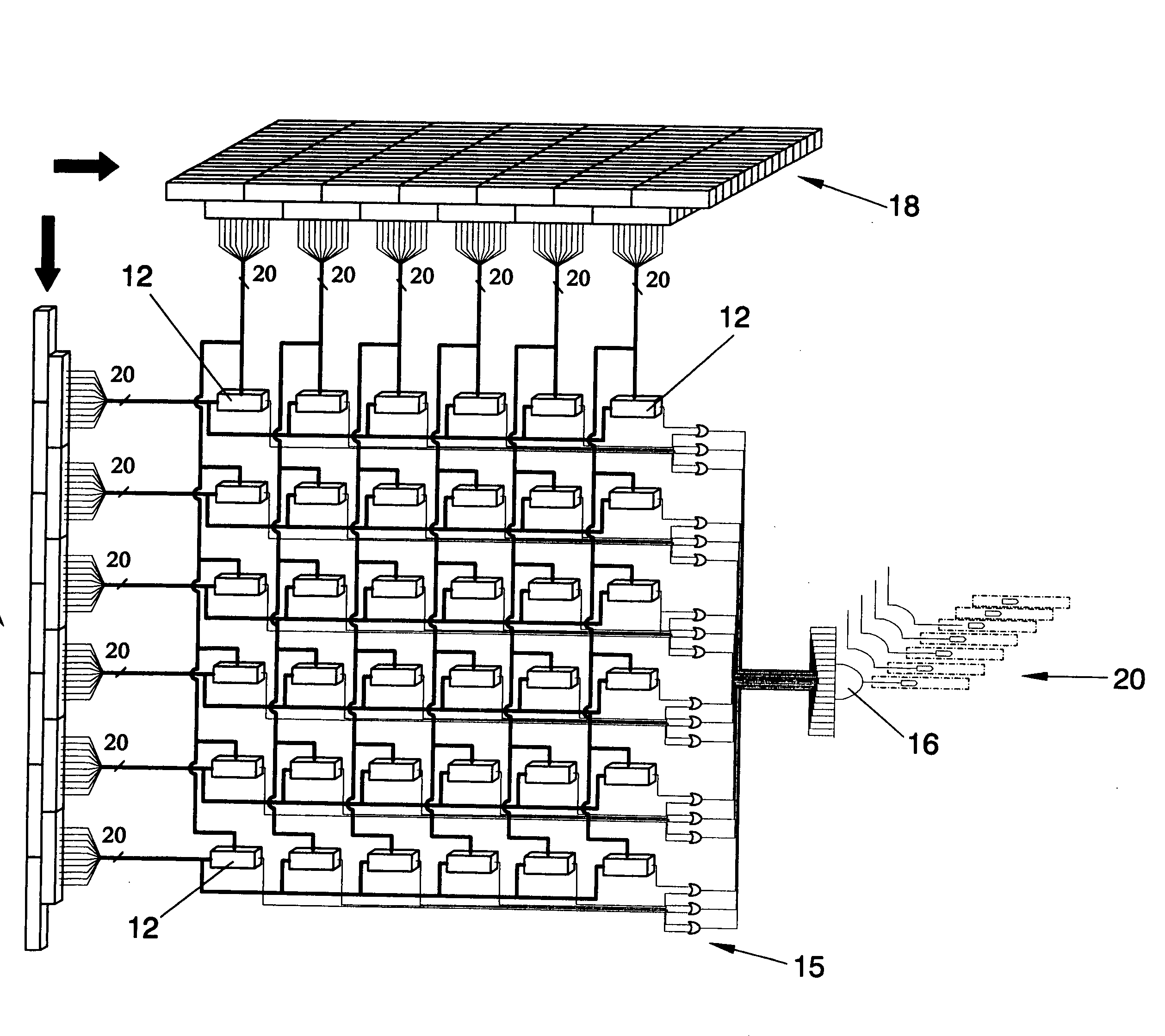
Circuit complet per resoldre el problema del camí hamiltonià.

Inchrosil emmagatzema no solament el fill d'ADN principal, sinó el complementari, a més de poder emmagatzemar cadenes d'ADN incompletes, és a dir, nucleòtids on no posseeixin el seu complementari. Amb aquesta característica es poden tenir moltes combinacions d'una mateixa cadena d'ADN i, realitzar-se milers d'acoblaments de fills ADN incomplets necessaris per a la computació amb l'ADN.
En la mateixa posició que s'emmagatzema el nucleòtid, InChroSil té dissenyat un sistema de qualitat del nucleòtid. Aquest sistema ocupa la mateixa posició que el nucleòtid i permet mostrar la qualitat amb què s'ha pres el nucleòtid en la seqüenciació, amb això tenim 4 nivells que varien en un 25 per cent cadascun.
Quan es va dissenyar InChroSil es volia que fos integrable amb els sistemes informàtics actuals, ja que, avui dia, existeixen implementacions amb ADN orgànic, però no poden operar amb els sistemes convencionals, a més de posseir un caràcter perible.

## Reproducció de l'experiment de Adleman
Els germans Llopis van reproduir mitjançant fills d'Inchrosil l'experiment del Professor Leonard Adleman,
el qual va demostrar que amb fills d'ADN orgànic es pot resoldre el problema del camí hamiltonià en ADN (computació basada en l'ADN).
Des de 1994 s'han realitzat diversos desenvolupaments amb ADN orgànic per construir màquines amb ADN, però amb l'inconvenient que el material era perible, és material orgànic, per aquest motiu, en el 2006, i de la mà dels germans Llopis es va implementar una versió amb circuits integrats, perquè d'aquesta forma fos infinitament reprogramable i amb una durabilitat de la informació de més de 40 anys.

## Usos de InChroSil
Inchrosil s'utilitza sobretot per a emmagatzematge massiu de seqüències d'ADN, sent els seus usos:
- Identificació genètica personal, amb l'emmagatzematge de la petjada genètica. La seva invenció es deu el Dr. Alec Jeffreys a la Universitat de Leicester en 1984.
- Estudis genètics, sent l'eina on s'emmagatzemaria seqüències grans, que es podria comparar i manipular digitalment.
- Bancs genètics, on s'emmagatzemin quantitats grans d'informació genètiques.
- Classificació d'espècies i animals.
- Eina per a estudis mèdics (genètics).

## Cod-InChroSil (CodificationInChroSil)
A més d'emmagatzemar informació genètica, InChroSil pot emmagatzemar informació no genètica, com a imatges, arxius de música o text. Això s'aconsegueix traduint aquesta informació en fills d'ADN, per a això s'utilitza un sistema de codificació patentat que tradueix aquesta informació heterogènia en ADN (nucleòtids).